# Діогу Насіменту
Діо́гу Андре́ Са́нтуш Насіме́нту (порт. Diogo André Santos Nascimento; нар. 2 листопада 2002) — португальський футболіст, півзахисник грецького клубу «Олімпіакос».

## Клубна кар'єра

### «Бенфіка»
Займався футболом в системах «Спортінга» та «Белененсеша», звідки 2014 року перейшов до академії «Бенфіки». 6 грудня 2016 року підписав з клубом юнацький контракт. 5 липня 2019 року підписав з «Бенфікою» свій перший професіональний контракт. 18 липня 2021 року продовжив контракт з клубом. 24 квітня 2022 року дебютував за резервну команду в матчі Сегунда-ліги проти «Академіку де Візеу», вийшовши в стартовому складі.

### «Візела»
7 червня 2023 року перейшов до «Візели», підписавши контракт до 2025 року. 22 липня дебютував за нову команду в матчі Кубка ліги проти «Марітіму», вийшовши на заміну Усамі Рашиду. 12 серпня 2023 року в поєдинку проти «Спортінга» дебютував у Прімейра-лізі. 23 січня 2024 року продовжив контракт з клубом до літа 2027 року. У своєму дебютному сезоні провів за «Візелу» 39 матчів, а його команда у підсумку понизилась у класі.
2 березня 2025 року в матчі Сегунда-ліги проти «Фейренсі» забив свій перший гол у професіональній кар'єрі. Упродовж сезону чотири рази ставав найкращим гравцем місяця Сегунда-ліги (січень, лютий, березень і квітень). Окрім цього чотири рази поспіль визнавався найкращим півзахисником місяця в Сегунда-лізі (за січень, лютий, березень і квітень місяці). Окрім цього став найкращим гравцем сезону Сегунда-ліги та увійшов до символічної збірної сезону.

### «Олімпіакос»
13 липня 2025 року перейшов у грецький «Олімпіакос», підписавши чотирирічний контракт. Сума трансферу становила 4 млн євро.

## Кар'єра в збірній
Виступав за збірні Португалії до 18 і до 20 років. В березні 2025 року вперше викликаний в збірну Португалії до 21 року для участі в товариських матчах проти збірних Румунії та Англії. 21 березня в поєдинку з Румунією дебютував за молодіжну збірну Португалії. В червні 2025 року потрапив в заявку збірної до 21 року на молодіжний чемпіонат Європи в Словаччині. На турнірі провів чотири матчі, а його команда дійшла до чвертьфіналу, де поступилась нідерландцям.

## Статистика виступів
Станом на 24 травня 2025
| Клуб              | Сезон             | Чемпіонат         | Чемпіонат | Чемпіонат | Кубок | Кубок | Кубок ліги | Кубок ліги | Єврокубки | Єврокубки | Інші  | Інші | Всього | Всього |
| Клуб              | Сезон             | Дивізіон          | Матчі     | Голи      | Матчі | Голи  | Матчі      | Голи       | Матчі     | Голи      | Матчі | Голи | Матчі  | Голи   |
| ----------------- | ----------------- | ----------------- | --------- | --------- | ----- | ----- | ---------- | ---------- | --------- | --------- | ----- | ---- | ------ | ------ |
| Бенфіка Б         | 2021–22           | Сегунда-ліга      | 3         | 0         | —     | —     | —          | —          | —         | —         | —     | —    | 3      | 0      |
| Бенфіка Б         | 2022–23           | Сегунда-ліга      | 4         | 0         | —     | —     | —          | —          | —         | —         | —     | —    | 4      | 0      |
| Бенфіка Б         | Всього            | Всього            | 7         | 0         | 0     | 0     | 0          | 0          | 0         | 0         | 0     | 0    | 7      | 0      |
| Візела            | 2023–24           | Прімейра-ліга     | 34        | 0         | 4     | 0     | 1          | 0          | —         | —         | —     | —    | 39     | 0      |
| Візела            | 2024–25           | Сегунда-ліга      | 33        | 1         | 1     | 0     | 0          | 0          | —         | —         | 1     | 0    | 35     | 1      |
| Візела            | Всього            | Всього            | 67        | 1         | 5     | 0     | 1          | 0          | 0         | 0         | 1     | 0    | 74     | 1      |
| Олімпіакос        | 2025–26           | Суперліга         | 0         | 0         | 0     | 0     | 0          | 0          | 0         | 0         | 0     | 0    | 0      | 0      |
| Всього за кар'єру | Всього за кар'єру | Всього за кар'єру | 74        | 1         | 5     | 0     | 1          | 0          | 0         | 0         | 1     | 0    | 81     | 1      |

1. ↑  Матчі плей-оф підвищення/пониження Прімейра-ліги

## Досягнення
Особисті
- Гравець місяця Сегунда-ліги (4): січень 2025[33], лютий 2025[34], березень 2025[35], квітень 2025[36]
- Півзахисник місяця Сегунда-ліги (4): січень 2025[37], лютий 2025[38], березень 2025[39], квітень 2025[40]
- Молодий гравець місяця Сегунда-ліги: лютий 2025
- Найкращий гравець Сегунда-ліги: 2024–25[41]
- Одинадцятка року Сегунда-ліги: 2024–25[42]